# Costa Rica Esporte Clube
O Costa Rica Esporte Clube é uma agremiação esportiva de futebol com sede em Costa Rica, no estado de Mato Grosso do Sul. Sua fundação ocorreu em 2 de dezembro de 2004, e o clube fez sua estreia na segunda divisão estadual em 2005.
Em 2007, o clube ascendeu para a primeira divisão, permanecendo nessa categoria até 2011, ano em que decidiu se licenciar. Após dois anos, retomou suas atividades e alcançou o vice-campeonato da segunda divisão estadual. Desde então, o clube tem competido na primeira divisão do estado, alcançando o título de campeão em 2021 e 2023.
No ano de 2024 o escudo do clube sofreu algumas alterações em busca de incorporar ao mesmo, elementos da cultura econômica do município em homenagem aos milhares de trabalhadores e torcedores do time. Antes, o escudo era composto por uma bagem de soja e uma flor de algodão, e a partir de janeiro de 2024, passou a conter também um pedaço de cana-de-açucar, elemento primordial para a economia do município que movimenta e emprega milhares de pessoas na cidade.

## Títulos
| Estaduais                     | Estaduais | Estaduais   | Estaduais |
| Competição                    | Títulos   | Temporadas  |           |
| ----------------------------- | --------- | ----------- | --------- |
| Campeonato Sul-Mato-Grossense | 2         | 2021 e 2023 |           |